# Tadeusz Reger

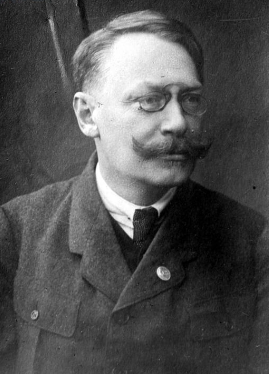
Tadeusz Reger (1928)

Tadeusz Reger (* 12. April 1872 in New York City; † 15. Oktober 1938 in Bystra Śląska) war ein polnischer, sozialistischer Politiker in Teschener Schlesien sowie Abgeordneter des Österreichischen Abgeordnetenhauses und des Sejm.

## Biografie
Tadeusz Reger wurde als Sohn des Architekten Karol und Emma geb. Koch geboren. Nach der Rückkehr aus den Vereinigten Staaten wohnte er in Przemyśl. Nach der Mittelschule in Krakau (1889) arbeitete er in einer Apotheke und studierte Pharmazie an der Jagiellonen-Universität, ohne einen Abschluss zu machen. Damals entwickelte er sozialistische Ansichten. Er schrieb für die Zeitung Naprzód („Vorwärts“) der Polnischen Sozialdemokratischen Partei Galiziens (später auch Schlesiens) (PPSD) und wurde bis 1895 deren Chefredakteur. 
In diesem Jahr siedelte er sich in Poremba, im größten Bergbaurevier Österreich-Ungarns um Karwin im Teschener Schlesien (später Olsagebiet) an (einige Jahre vor dem anderen bekannten polnischen Sozialisten Ryszard Paweł Kunicki). Dort begründete er im Jahr 1897 die Zeitung Równość („Gleichheit“), die nach dem Bankrott 1903 durch Kunickis Robotnik Śląski („Schlesischer Arbeiter“) ersetzt wurde. 
Politisch arbeitete er anfänglich mit den tschechischen Sozialdemokraten zusammen, z. B. unterstützte er die Kandidatur von Petr Cingr im Jahr 1897 und eröffnete einen Bund der Bergleute aller Nationalitäten im Jahr 1901. Im frühen 20. Jahrhundert entflammte jedoch ein nationaler Konflikt zwischen Polen und Tschechen.
1906 heiratete er Michalina geb. Olearczyk, die Witwe seines Bruders Witold. In diesem Jahr organisierte er die schlesische Abteilung der PPSD. Bei der Reichsratswahl 1907 zum Abgeordnetenhaus gewann er im Wahlbezirk Schlesien 15. Er verzichtete noch im selben Jahr auf das Amt und wurde durch seinen Parteikollegen Ignacy Daszyński ersetzt. Bei der Reichsratswahl 1911 setzte sich Reger erneut durch.
Tadeusz Reger war Mitgründer der Teschener Organisationen wie Robotnicze Stowarzyszenie Kulturalno-Oświatowe „Siła“ (Kultur-pädagogischer Arbeiterverband „Kraft“) im Jahr 1907 und Związek Strzelecki (Schützenbund, 1910). 1913 wurde er Stadtratsmitglied in Teschen, nach dem Ausbruch des Weltkriegs Mitglied des Naczelny Komitet Narodowy („polnisches Nationaloberkomitee“) in Krakau, ab Dezember 1915 bis Juni 1917 diente er in den polnischen Legionen. Als Abgeordneter in Wien unterstützte er im Frühling 1917 den Anschluss Teschener Schlesiens an Polen.
In den Jahren von 1918 bis 1920 war er Mitglied des Rada Narodowa Księstwa Cieszyńskiego (Nationalrat des Herzogtums Teschen). Er signierte den polnisch-tschechischen Vergleich am 5. November 1918 über eine Grenzziehung mehr oder weniger entlang ethnischer Linien.
Im frühen 1919 wurde er zum Delegierten der Polnischen Verfassunggebenden Nationalversammlung. Er wurde auch bei den Wahlen 1922, 1928 und 1930 zum Abgeordneten des Sejm als Vertreter der Polnischen Sozialistischen Partei aus dem Teschener Wahlbezirk. In der Zwischenkriegszeit blieb er in Kontakt mit polnischen Sozialisten im Olsagebiet in der Tschechoslowakei, aber er kritisierte die Idee des Anschlusses dieses Gebiets an Polen, die im Jahr 1938 realisiert wurde. Bei dem Anschluss am 26. September 1938 wurde Regers Sohn Witold (geb. 1906 in Teschen) von Tschechen in Hrčava erschossen, als das einzige Opfer der polnischen Truppen. Tadeusz Reger erlitt einen Zusammenbruch und kam in den Kurort Bystra Śląska bei Bielsko (Bielitz), wo er starb. Tadeusz Reger wurde am 18. Oktober 1938 im Kommunalen Friedhof in Teschen beigesetzt. 
Nach Reger benannte Straßen gibt es in Teschen, Warschau, Łódź und Wapienica, einem Stadtteil von Bielsko-Biała.